# Alloperissa
Alloperissa é um gênero de mariposa pertencente à família Crambidae.